# Camp Bucca
Camp Bucca (in arabo سجن بوكا‎?, Sijn Būkkā, "Prigione di Bukka") è un ex carcere che fu gestito dalle forze statunitensi nei pressi di Umm Qasr (Iraq) in occasione della guerra in Iraq. 
Utilizzata anche come campo dei prigionieri di guerra dal 2003 dalle forze militari britanniche in Iraq meridionale, considerata la sua presenza nell'area affidata al loro controllo, essa si è progressivamente trasformata in un centro di detenzione e ha ospitato fino a 26 000 detenuti.
Le condizioni di prigionia a Camp Bucca sono descritte dai prigionieri come particolarmente dure ma, dopo lo scandalo della prigione di Abū Ghraib nel 2004, esse sono migliorate, e Camp Bucca serve da allora come esempio di correttezza da parte delle forze armate statunitensi, che consentono forme di istruzione e visite familiari per i prigionieri.
Abbandonato nel 2009, esso doveva essere trasformato in polo di sviluppo economico con la costruzione di alberghi e di depositi logistici per l'industria petrolifera.
La prigione è stata in seguito denominata anche "accademia della jihad" per via dei numerosi futuri terroristi salafiti che si sarebbero conosciuti in tale luogo. Tra di essi i più noti all'opinione pubblica mondiale furono Abu Bakr al-Baghdadi e Abu Ibrahim al-Hashimi al-Qurayshi, oltre ad una buona parte dei vertici dell'organizzazione dello Stato Islamico dell'Iraq e della Siria (ISIS).

## Documenti
https://wikileaks.org/detaineepolicies/document/